# Tullinge Segelsällskap
Tullinge Segelsällskap (TSS) är en båtklubb i Tullinge. Början till klubben kom till under 1920-talet då det av båtentusiaster anlades den första slipen belägen vid det nuvarande området i södera delen av Tullingesjön. De aktiva båtägarna på den tiden var de som senare kom att bilda TSS på 1950-talet.
En arbetsbesparande nyhet TSS var först med 1989 var slamkryparen som är en hydrauldriven båtvagn som nu även används av det militära.

## Anläggningar och bryggor
TSS har fyra stycken brygganläggningar samt en anläggning för båtupptagning. Två av dessa bryggor ligger belägna i Tullingesjön, en i Vårby med tillgång till mastkran samt Piparholmen, en sommarhamn i Sörmlands skärgård, väster om Trosa.
- Norra bryggan i Tullingesjön[1]
- Södra bryggan i Tullingesjön [2]
- Vårby bryggan med tillgång till mastkran[3]
- Piparholmen i Sörmlands skärgård, väster om Trosa[4]
- Slipen i Tullingesjön[5]